# Lee Ha-rim
Lee Ha-rim (* 27. Juni 1997) ist ein südkoreanischer Judoka. Er war 2023 und 2024 Weltmeisterschaftsdritter im Superleichtgewicht, der Gewichtsklasse bis 60 Kilogramm. Bei Asienspielen gewann er einmal Silber und einmal Bronze.

## Sportliche Karriere
Lee wurde bei den Juniorenweltmeisterschaften 2015 Zweiter in der Gewichtsklasse bis 55 Kilogramm. Im Erwachsenenbereich kämpfte er immer in der leichtesten Klasse bis 60 Kilogramm. Bei den Asienspielen 2018 unterlag er im Halbfinale dem Usbeken Diyorbek Oʻrozboyev, sicherte sich aber anschließend eine Bronzemedaille. Einen Monat später bei den Weltmeisterschaften in Baku verlor Lee im Viertelfinale gegen den Russen Robert Mschwidobadse und siegte anschließend in der Hoffnungsrunde. Im Kampf um Bronze unterlag er dem Japaner Ryūju Nagayama.
2019 wurde Lee Fünfter bei den Asienmeisterschaften, zwei Jahre später erreichte er den dritten Platz. Ende 2022 siegte er beim IJF-Masters-Turnier. Im Mai 2023 unterlag Lee im Viertelfinale der Weltmeisterschaften in Doha dem Belgier Jorre Verstraeten. Mit Siegen über den Marokkaner Younes Saddiki und den Japaner Naohisa Takato erkämpfte der Südkoreaner eine Bronzemedaille. Im September 2023 wurden die Asienspiele in Hangzhou nachgeholt. Lee wurde Zweiter hinter dem Taiwaner Yang Yung-wei. Im Februar 2024 erreichte Lee das Finale beim Grand-Slam-Turnier in Paris, wobei er im Halbfinale Yang Yung-wei bezwang. Im Endkampf unterlag er dem Franzosen Luka Mkheidze. Drei Monate später bei den Weltmeisterschaften in Abu Dhabi verlor Lee im Viertelfinale gegen den Japaner Taiki Nakamura. Mit zwei Siegen in der Hoffnungsrunde und im Kampf um Bronze erkämpfte Lee eine Bronzemedaille.